# Lluís Aragó
Lluís Maria Aragó y Cabañas fue un arquitecto y pintor catalán (Santa Coloma de Farnés 1922-Barcelona 1994). Fue profesor de la Escuela de Arquitectura de Barcelona donde se especializó en urbanismo. Su pintura, cezanniana, se hizo notar en la época de los Salones de Octubre de Barcelona. 
Publicó el volumen El Crecimiento del Eixample: Registro Administrativo de Edificios, 1860-1928(1998), donde documenta la autoría de gran parte de los edificios del Ensanche barcelonés. Interesado también por la literatura, tradujo al catalán los Cuatro cuartetos de T.S. Eliot (Palma de Mallorca 1965) y Reunión de familia para el conjunto de Teatro del mismo autor inglés (Barcelona 1992).